# 이노코
이노코(일본어: 亥の子)는 일본에서 음력 10월의 첫 해일에 서일본의 농촌에서 하는 추수제이다.